# Écluse de Berendrecht
L'écluse de Berendrecht est une écluse du port d'Anvers en Belgique. D'une longueur de 500 m, d'une largeur de 68 m et d'une profondeur de 13,58 m, elle est parallèle à l'écluse de Zandvliet.
Elle assure la liaison entre l'Escaut occidental qui est en eau de mer soumis à marée et le canal B2 qui est la partie sud du Canal de l'Escaut au Rhin, en eau douce.
À noter que la liaison peut également se faire par 2 autres écluses plus au sud, celle de Boudewijn et de Van Cauwelaert.

## Historique
L'écluse de Berendrecht était à sa construction en 1989, la plus grande au monde, mais a été détrônée depuis par l'écluse du Deurganckdok. 

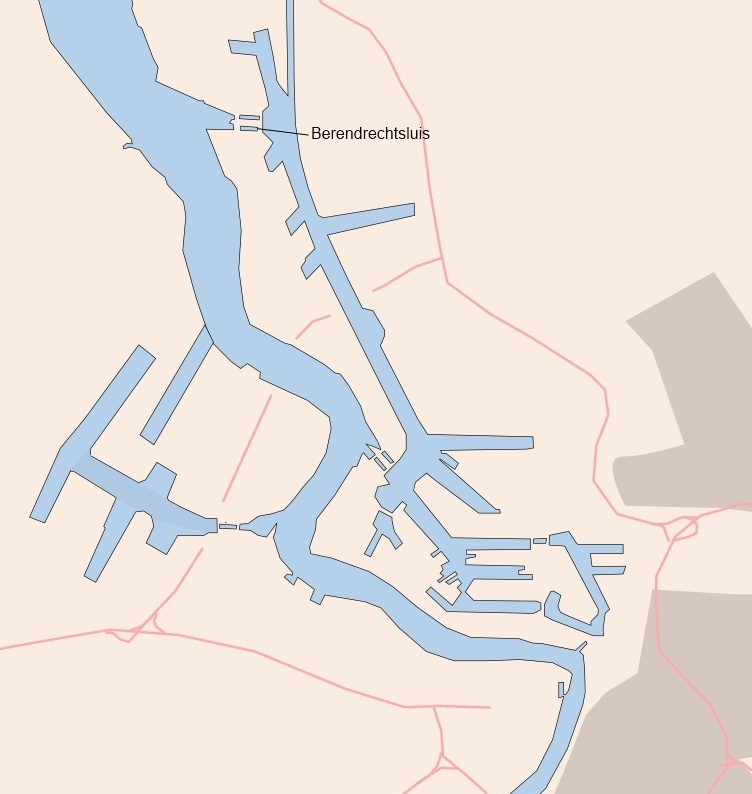
L'écluse de Berendrecht au sud,
(au nord, l'écluse de Zandvliet)